# Café Tortoni

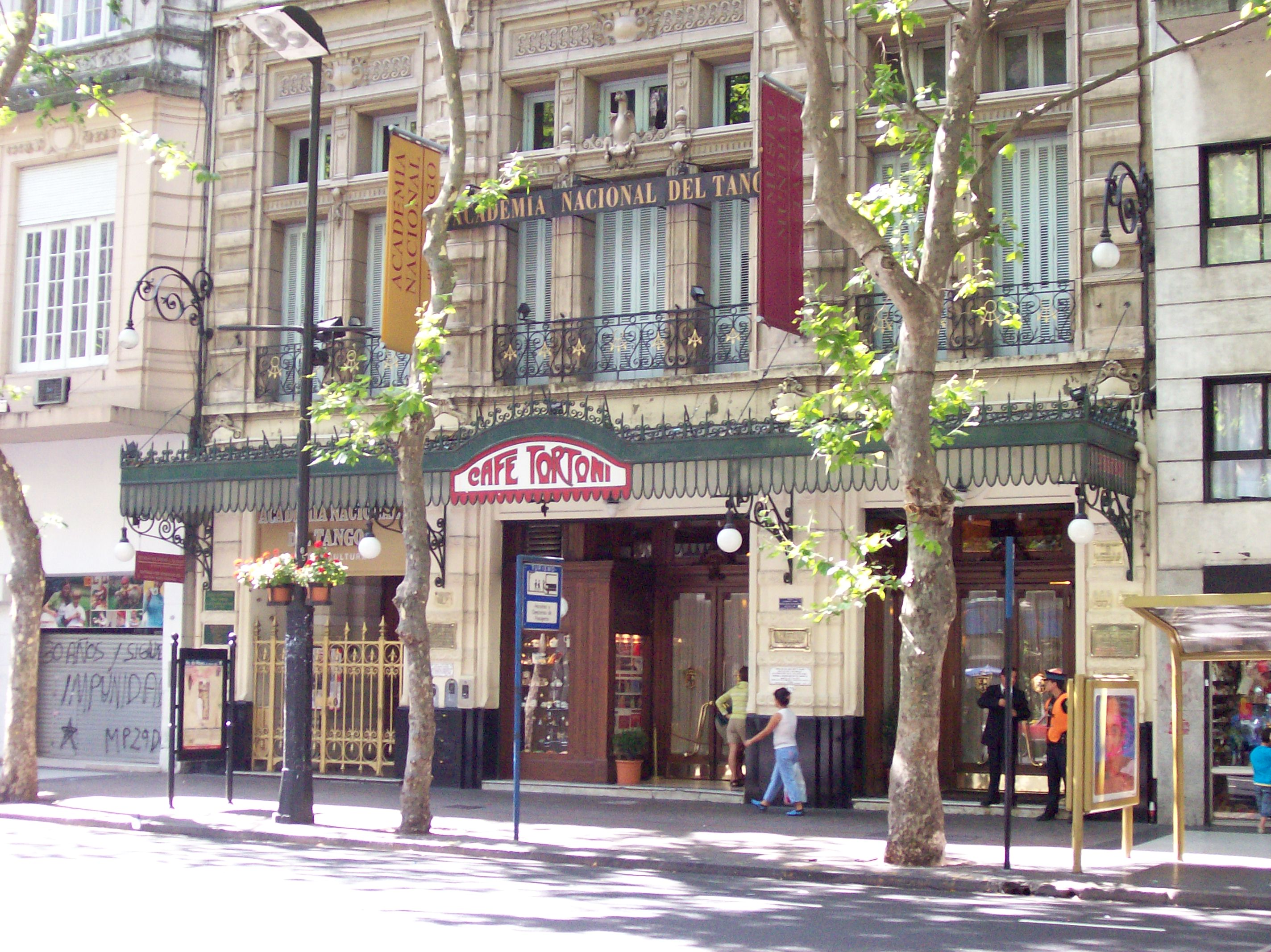
Frente sobre a Avenida de Maio.

O Café Tortoni, localizado no 825 da Avenida de Maio, na Cidade de Buenos Aires, é o mais representativo do espírito tradicional de dita avenida e uma lenda da cidade. Nele funcionou a associação literária de maior predicamento de Buenos Aires, liderada pelo pintor Benito Quinquela Martín.
Na atualidade segue sendo um lugar de difusão cultural e turístico por excelência.

## Bar notável
Este bar pertence ao seleto grupo de "bares notáveis" da Cidade de Buenos Aires, um grupo cuja principal característica é contar-se entre os más representativos da cidade e estar oficialmente apoiados por programas oficiais do Governo da Cidade de Buenos Aires.

## A origem

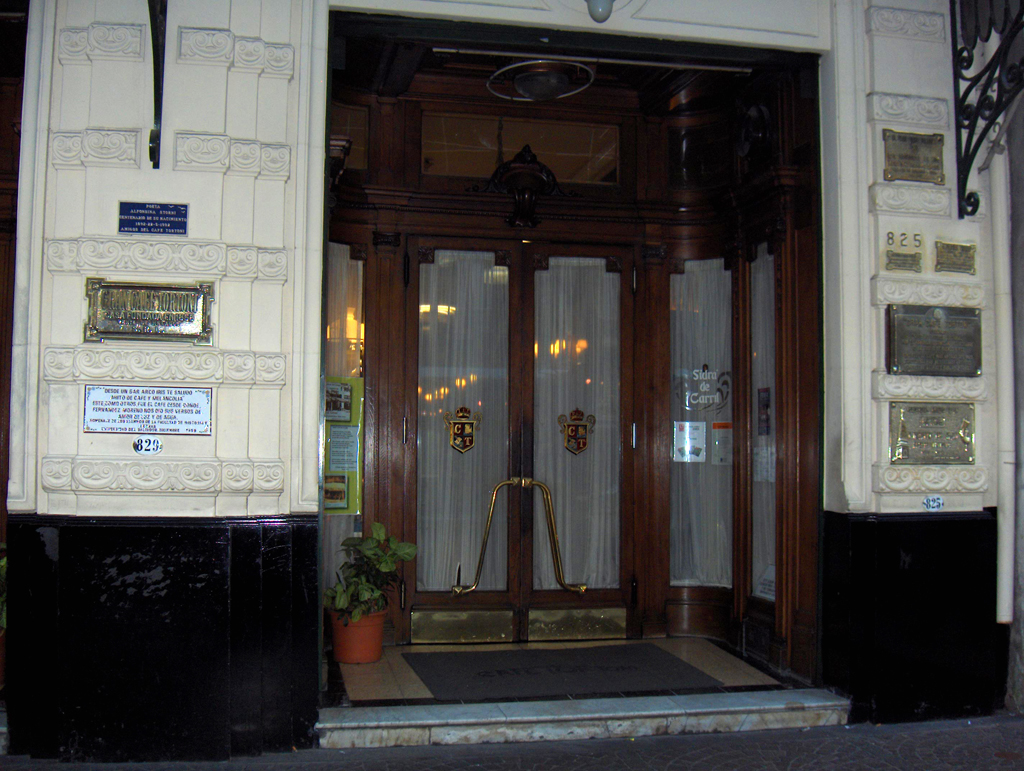
Detalhe da entrada

Sabe-se que foi inaugurado em 1858, mas existem duas versões a respeito ao porque de seu nome: uma delas diz que um imigrante francês de apelido Touan o havia estabelecido na esquina de Rivadavia e Esmeralda, nomeando-o Tortoni dado que assim se chamava um estabelecimento do Boulevard des Italiens onde se reunia a elite da cultura parisiense do século XIX. É chamativo que o escritor francês Stendhal (Henri M.Beyle) em sua novela O vermelho e o Negro, de 1830, menciona a existência de um café Tortoni em Paris. Também Machado de Assis referiu-se ao homônimo café francês no conto "A Parasita Azul", em "Histórias da Meia Noite", compilação de contos publicada em 1873. A outra versão, afirma que foi um tal Oreste Tortoni quem haveria estabelecido o café sobre a Rua Defensa ao 200. Um dos últimos donos do Tortoni, o senhor Fanego, está a favor da primeira versão e afirma que a segunda nasceu de um erro de um articulista de um folheto publicitário de um dos provedores, que inventou ao tal Oreste Tortoni. No entanto, Enrique Puccia, historiador de Buenos Aires, descobriu que efetivamente existiu um guia da cidade donde aparece o Café Tortoni na Defensa ao 200. No obstante, o Grande Mapa Mercantil da Cidade de Buenos Aires, editado em 1870, por Rodolfo Kratzenstein o localiza na Avenida Rivadavia e Esmeralda com Monsieur Touan como proprietário.
O certo é que em 1880 foi trasladado para seu lugar atual, onde anteriormente se encontrava o denominado Templo Escocês de Buenos Aires, mas sua entrada era pela Avenida Rivadavia. A partir de 1898 teve sua entrada principal pela Avenida de Maio, (que havia sido inaugurada em 1894), e a fachada foi realizada pelo arquiteto Alejandro Christophersen. A finais do século XIX o café é comprado por outro francês, Celestino Curutchet, que habitava nos altos do café.

## A Bodega

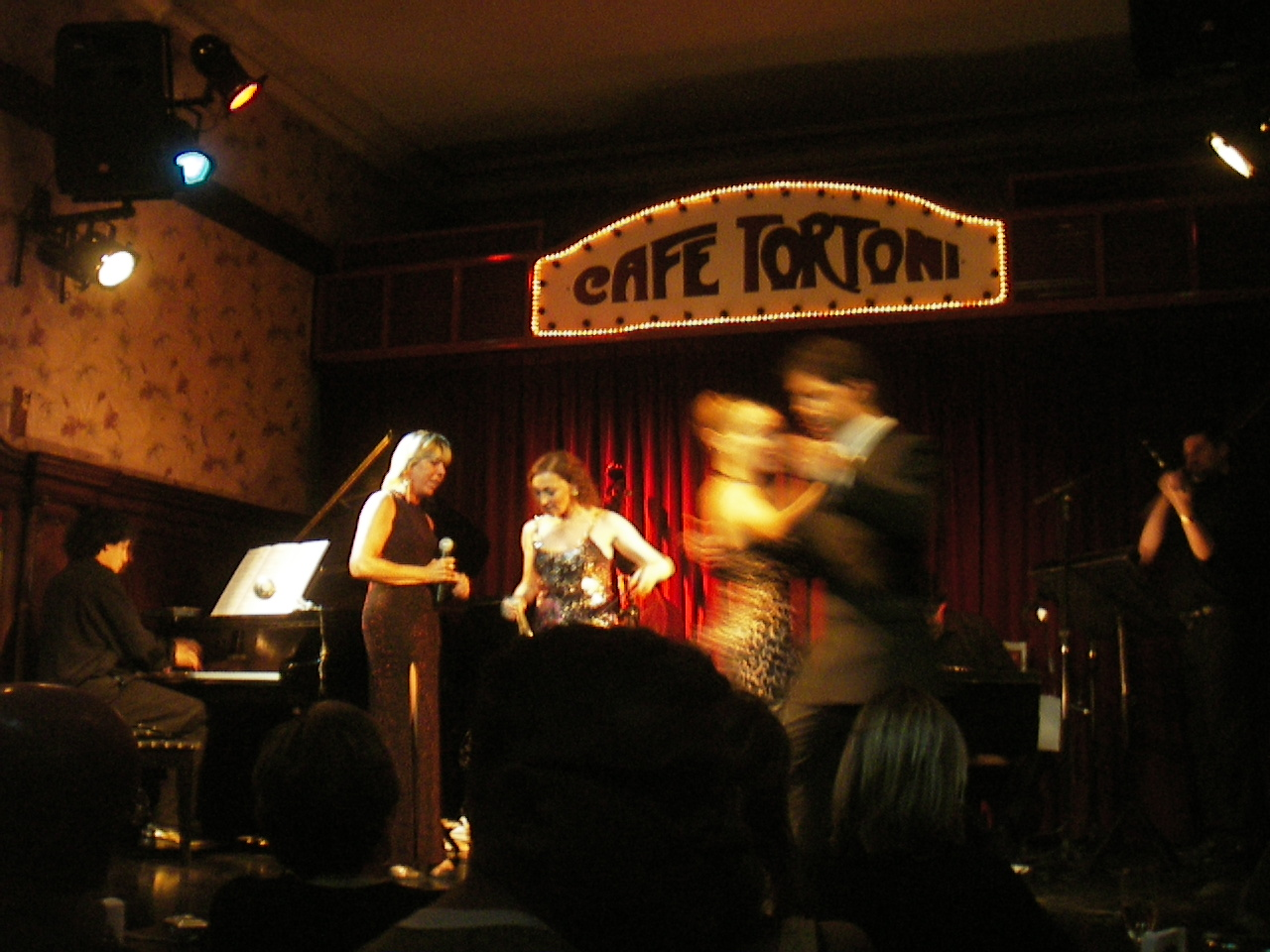
Tango no Tortoni

No café funcionou La Peña, inaugurada em 1926, que fomentou a proteção das artes e as letras até seu desaparecimento, em 1943, e que era capitaneada por Benito Quinquela Martín. Este grupo havia nascido no café La Cosechera (Rua Peru e Avenida de Maio), trasladando-se logo para as mesas do Tortoni. Como com o tempo o lugar ficou refinado, Curutchet ofereceu a bodega de vinhos para que se puderam reunir com mais comodidade, trasladando a adega a outro lugar. Assim a sede do grupo, a que autodenominavam Agrupação Gente de Artes e Letras, se inaugurou em 24 de maio de 1926, r realizou tarefas de difusão cultural mediante concertos, recitais, conferencias, debates, etc. Entre os assistentes se encontravam Alfonsina Storni, Baldomero Fernández Moreno, Juana de Ibarbourou, Arthur Rubinstein, Conrado Nalé Roxlo, Ricardo Viñes, Roberto Arlt, José Ortega y Gasset, Jorge Luis Borges, e Molina Campos entre outros. As mesas viram passar figuras da política como Lisandro de la Torre, Ernesto Palacio e Marcelo Torcuato de Alvear; figuras populares como Carlos Gardel (que cantou uma vez um tango em homenagem ao autor italiano Luigi Pirandello, que acabava de dar una conferencia em La Bodega) e Juan Manuel Fangio; prestigiosas figuras internacionais como Albert Einstein y Federico García Lorca; e chefes de Estado como Juan Carlos de Borbón.
Quando a agrupação fechou em 1943, se aproveitou o rescaldado pela venda dos móveis (entre eles um piano Steinway no que tocaram Arthur Rubinstein, Alejandro Brailowsky, Lía Cimaglia Espinosa e Héctor Panizza) para obter o granito com o qual Luis Perlotti criou o monumento a Alfonsina Storni em Mar del Plata, comprar os mobiliário para o recreio no Tigre onde morrera Leopoldo Lugones e erguer um monumento a memória de Fernando Fader, em Mendoza.
Atualmente o proprietário do café é o Touring Club Argentino e a sala La Bodega, no subsolo, é cenário de diferentes artistas de tango y jazz. Neste último rubro, é destacável a permanência da Fénix Jazz Band, conjunto argentino de jazz tradicional que atua todos os sábados, desde 1978. Também se realizam apresentações de livros e concursos de poesia. O café conserva a decoração de seus primeiros anos, a saída pela Rua Rivadavia, tem uma biblioteca e ao fundo mesas de bilhar e salões para jogar ao dominó e aos dados.
O programa de rádio "La venganza será terrible" de Alejandro Dolina se transmitia desde a bodega do Café Tortoni com presença de público ao vivo. Logo da tragédia ocorrida na República Cromañón em dezembro de 2004 se decidiu trasladar as transmissões a um ambiente mais amplo e seguro: o Hotel Bauen.

## Café Tortoni no tango
O Café Tortoni se encontra em uma canção cantada por Susana Rinaldi, música de Eladia Blázquez e letra de Héctor Negro:

## Galeria de imagens

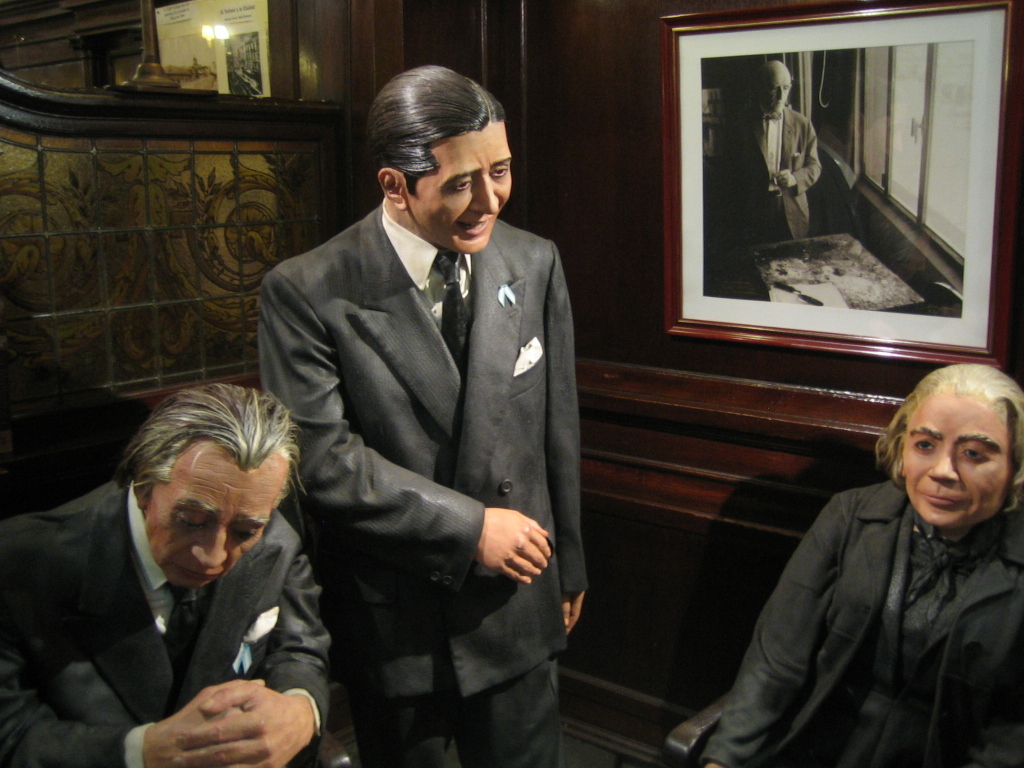
Figuras de Jorge Luis Borges, Carlos Gardel e Alfonsina Storni (nessa ordem), os três concorreram alguma vez ao café.
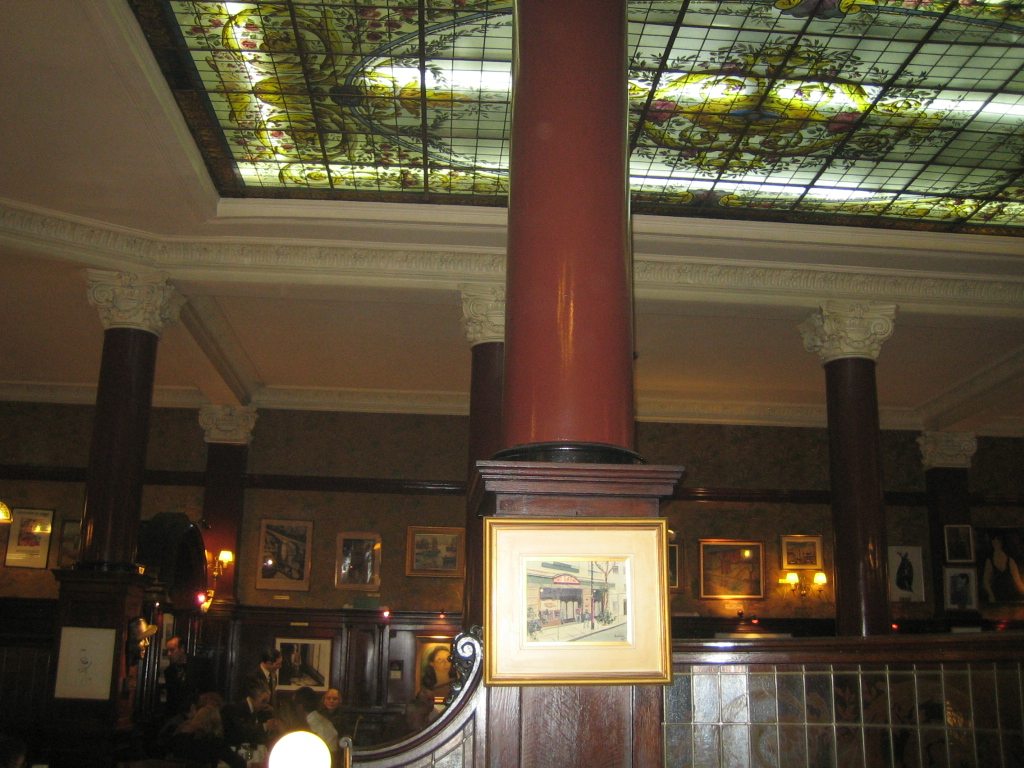
Detalhe de una parte do bar, se pode ver o decorado do teto.
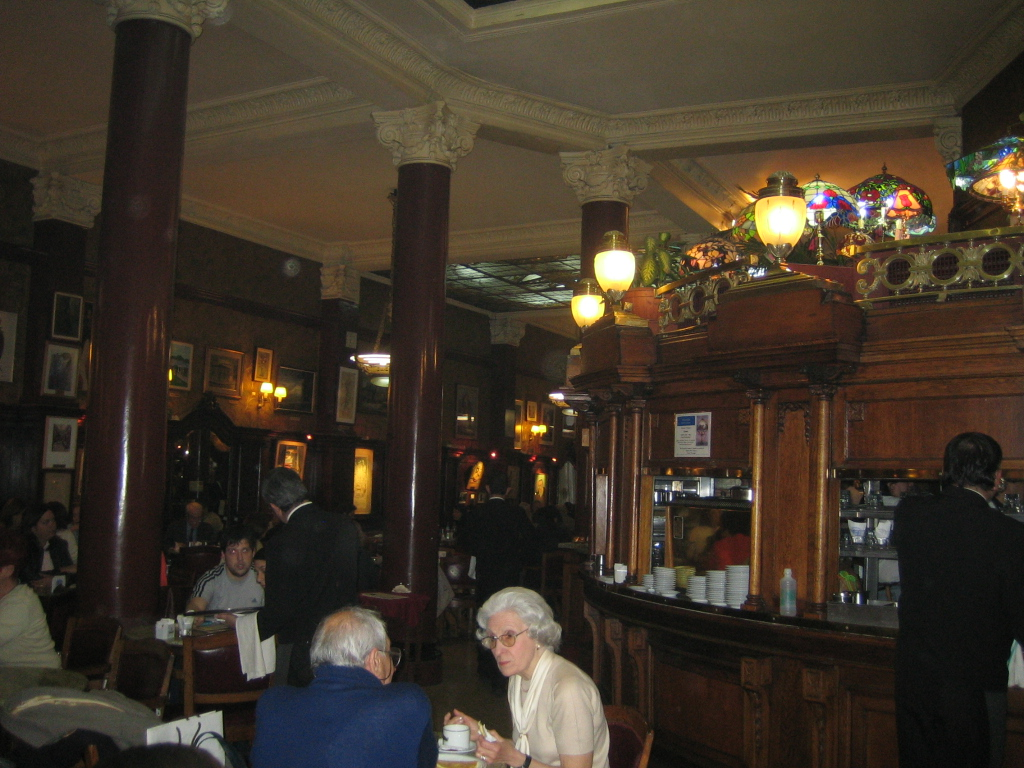
Interior do bar e parte de uma das barras.
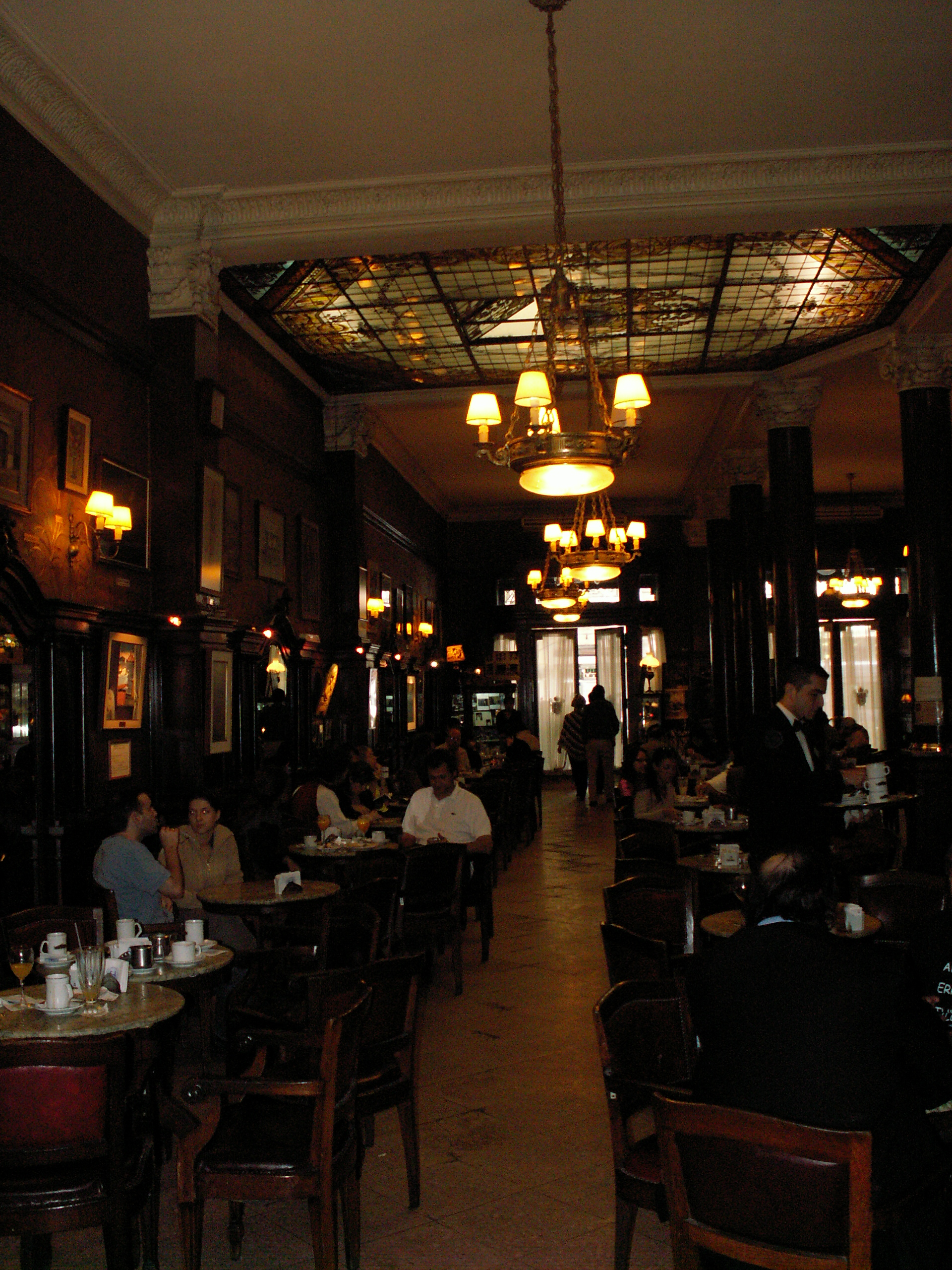
Interior do bar.